# União Cultural pela Amizade dos Povos
A União Cultural pela Amizade dos Povos é uma entidade de cunho cultural e sem fins lucrativos que tem sede na cidade de São Paulo, tendo sido fundada no dia 10 de maio de 1960 sob o nome original de União Cultural Brasil-União Soviética, sendo inclusive considerado um dos poucos lugares onde se pode estudar russo na cidade de São Paulo.
Participaram da sua criação um grande número de intelectuais brasileiros, dentre os quais o escritor Sérgio Milliet (seu primeiro presidente), o médico João Belline Burza, o juiz Décio de Arruda Campos, o advogado Aldo Lins e Silva, o engenheiro Lucas Nogueira Garcez, o escritor Caio Prado Júnior, a escritora Helena Silveira, o poeta Afonso Schimidt, o professor Omar Catunda, o pintor Clóvis Graciano, o sociólogo Florestan Fernandes, dentre outros.
Dado o seu objetivo unicamente cultural, esta entidade serviu como uma ponte de intercâmbio cultural entre o Brasil e os povos que compunham a antiga União Soviética — enquanto ela existiu — tanto por meio da difusão do conhecimento da língua russa no Brasil, como pelo fomento ao envio de estudantes brasileiros para que se graduassem em prestigiadas instituições de ensino superior russas como a então Universidade Patrice Lumumba, a Universidade de Moscou e outras, ou ainda através do incremento do turismo entre os dois países.
Com a dissolução da União Soviética, a União Cultural Brasil-Soviética viu-se na contingência de amoldar-se às novas condições mundiais com o fim de ampliar a sua rede de relações culturais, o que foi levado a cabo em assembleia realizada em 22 de fevereiro de 1997, na qual o nome da entidade foi alterado para União Cultural pela Amizade dos Povos.
Contudo, a mudança de nome foi apenas um primeiro passo nesse sentido de ampliar o escopo das relações culturais da entidade. Com esse mesmo intuito, a instituição, sem deixar de lado o ensino e a divulgação da língua e cultura russas, passou também a oferecer à comunidade cursos de espanhol e de mandarim.